# Закон України «Про заборону пропаганди російського нацистського тоталітарного режиму...»
Закон України «Про заборону пропаганди російського нацистського тоталітарного режиму, збройної агресії Російської Федерації як держави-терориста проти України, символіки воєнного вторгнення російського нацистського тоталітарного режиму в Україну» прийнятий Верховною Радою України 22 травня 2022 року.

## Контекст
24 лютого 2022 року Російська Федерація розпочала відкриту війну проти України. Для авторів законопроєкту у зв'язку з цим очевидно, що за масштабами, підходами та ідеологічно Росія наслідує принципи, запроваджені фашистськими та нацистськими мілітаристськими режимами Гітлера, Муссоліні та інших. Факт державного тероризму з боку Російської Федерації, неонацистський характер її політичного, тоталітарного режиму, став зрозумілим для всього світу.
Одним із символів агресії проти України керівництво держави-терориста зробило літери «Z» та «V». Первісно ці літери використовувалися як тактичне маркування військової техніки з різних військових округів Росії, що використовуються у війні проти України. Але з метою демонстрації начебто палкої підтримки війни з боку російських народних мас, ці літери стали використовуватись як символи схвалення війни та вбивства мирних людей.
Приймаючи цей Закон, Україна прагнула надати приклад іншим країнам долучитись до ставлення до путінської Росії як звичайного неонацистського режиму, який майже нічим не відрізняється від фашистських і нацистських режимів середини ХХ сторіччя.
Законопроєкт перебував у парламенті з 26.03.2022 р. 14.04.2022 Закон прийнято, 12.05.2022 повернуто з пропозиціями Президента України, 22.05.2022 повторно прийнято з пропозиціями Президента, 09.06.2022 підписано. Закон набрав чинності 12.06.2022 р.

## Зміст
Закон за своєю суттю є декларативним.
Так, Російська Федерація оголошується державою-терористом, однією з цілей політичного режиму якої є геноцид Українського народу, фізичне знищення, масові вбивства громадян України, вчинення міжнародних злочинів проти цивільного населення, використання заборонених методів війни, руйнування цивільних об'єктів та об'єктів критичної інфраструктури, штучне створення гуманітарної катастрофи в Україні або окремих її регіонах.
Політичний режим Російської Федерації визнається нацистським за своєю суттю і практикою та ідеологічно наслідує націонал-соціалістичний (нацистський) тоталітарний режим.
Пропаганда російського нацистського тоталітарного режиму, збройної агресії Російської Федерації як держави-терориста проти України забороняється. Використання символіки воєнного вторгнення російського нацистського тоталітарного режиму в Україну при цьому є окремим видом пропаганди російського нацистського тоталітарного режиму, збройної агресії Російської Федерації як держави-терориста проти України.

Перекреслена літера «Z» в контексті засудження російського вторгнення — дозволений випадок використання символіки.

Використанням символіки воєнного вторгнення російського нацистського тоталітарного режиму в Україну, зокрема, визначено:
1. використання латинських літер «Z», «V» окремо (без правомірного контексту або в контексті виправдання збройної агресії проти України чи інших воєнних дій) або шляхом заміни цими літерами кириличних літер «З», «С», «В», «Ф» чи інших літер в окремих словах з візуальним акцентом на цих літерах;
2. використання символіки збройних сил Російської Федерації, у тому числі її сухопутних військ, повітряно-космічних сил, військово-морського флоту, ракетних сил стратегічного призначення, повітряно-десантних військ, сил спеціальних операцій, інших її збройних формувань та (або) органів.

Законом передбачені заборонені випадки використання символіки, а також випадки, що не підпадають під заборону (напр., в експозиціях музеїв, тематичних виставках, Музейному фонді України, а також бібліотечних фондах, у процесі наукової діяльності, під час викладення або реконструкції історичних подій, у посібниках, підручниках тощо).
Закон також накладає заборону на діяльність політичних партій, громадських об'єднань та взагалі юридичних осіб, що порушують його норми.